# Diana Navarro
Diana Navarro Ocaña (Málaga, 21 de abril de 1978) es una cantante española. Estudió el máster de Interpretación para Cine y TV en la Escuela Universitaria de Artes TAI.
En 2021 debutó como actriz teatral interpretando a Concha Piquer en En tierra extraña, de Juan Carlos Rubio, en el Teatro Español. En 2022 estrena El amor... Falla (Homenaje a Manuel de Falla) de Pedro Víllora, en el Auditorio Nacional.
En 2018 fue Reina Baltasar en la Cabalgata de Reyes de Granada junto a Devin Wright como Rey Baltasar.

## Discografía

### No te olvides de mí(2005)
Gracias a su primer trabajo, consiguió un doble disco de platino con más de 200 000 copias vendidas, más de 120 conciertos, nominación a los Grammy Latinos como Artista revelación, Premios Ondas como Artista Revelación, Premio del Público Canal Sur 2005, Premio Cadena Dial 2006, nominada a los Premios de la Música en seis candidaturas, así como pregonera de la Feria de Málaga y Malagueña del Año por diferentes asociaciones de su ciudad natal. En 2006 apareció una edición especial que incluía CD+DVD con versiones instrumentales de algunas canciones y un remix de «Sola». Además de los videoclips de «Sola», «No te olvides de mí» y «Ea».

### 24 rosas(2007)
En 2007 publicó su segundo trabajo discográfico, 24 Rosas, con el que consigue vender más de 120 000 copias (disco de platino), proclamándose Disco de oro en tan sólo 7 semanas, 5 Nominaciones a los Premios de la música y más de 60 conciertos por toda España que compagina con el espectáculo Mujeres donde actuó junto a Merche Esmeralda, Rocío Molina y Belén Maya, bajo la dirección de Mario Maya, llevando su voz a Nueva York, Washington, Miami, Londres y París. 

### Camino verde(2008)
En octubre de 2008 presenta “Camino Verde”. Un trabajo lleno de coplas clásicas con una visión musical actualizada, con el que consigue su cuarto Disco de platino, ya que superó las 120 000 copias vendidas.

### Flamenco(2011)
El 31 de octubre de 2011 salió a la venta Flamenco. Un homenaje al flamenco y a sus cantantes, desde la Niña de la Puebla hasta Morente. Junto al CD se distribuye un DVD con la grabación en directo el 29 de julio en el Teatro Quintero en Sevilla. Gracias a este disco fue nominada a los Grammy Latino 2012, como mejor álbum de Flamenco.

### Género Chica(2012)
El 20 de noviembre sale a la venta el disco que cierra la trilogía realizada por la artista compuesta por Camino Verde y Flamenco. Diana hace un homenaje al Género Chico, a la zarzuela. El disco está compuesto por 11 temas.

### La esencia(2013)
El 12 de noviembre Diana Navarro presenta "LA ESENCIA". Un recorrido por la carrera de esta artista universal, con contenido inédito y DVD. Este nuevo trabajo podría contar con versiones de Summertime, Moon River o Ancora qui. También se dejará ver nuevos temas compuestos exclusivamente por la artista. Se compone de 2 CD y un DVD.

### Resiliencia(2016)
Después de varios años sin editar un trabajo discográfico con canciones inéditas, el 20 de mayo de 2016, edita Resiliencia. Trece temas cargados de dolor y un camino recorrido a través de este trabajo, en el que del dolor se pasa a la salida, a la superación, a la aceptación. La propia artista confirmaba en una entrevista "Me di cuenta de que no me quería nada y me pasaban cosas extrañas por ello y eso me llevó hasta aquí y he querido compartirlo con la gente en forma de canciones"

### Inesperado(2019)
Inesperado es la confirmación del estilo de Diana Navarro.
Su impresionante voz, más conmovedora que nunca,
te traspasa con cada nota y palabra, 
por sus acrobáticos melismas 
y su poesía directa.
Sus originales composiciones
te harán viajar por un sinfín de sonoridades y emociones donde podrás deleitarte, 
sin prisa, de una experiencia musical única.
Artista en constante investigación, sigue fusionado Copla, Flamenco y Zarzuela con estilos tan dispares
como el Pop Sinfónico o la Electrónica.
En esta ocasión, nos sorprende además, con una versión Trap de Encrucijada de Marifé de Triana y con La seguiriya del Marrurro: “Me viene siguiendo” con texto de Felix Grande
Bori Alarcón vuelve a producir de manera exquisita este gran trabajo en el que también han colaborado grande músicos como Paco Salazar, Iñaki García, Carlos Vera, Pedro Vázquez,
Chico Valdivia, Arco y Luis Ramiro entre otros.
Es gratificante y esperanzador ver
que la creatividad prevalece a las modas.
Diana Navarro con su nuevo disco, Inesperado, así lo demuestra.

## Azabache 20 años después
En el año 2012, cuando se cumplía dos décadas de la Expo 92 celebrada en Sevilla, se realizó de nuevo el espectáculo Azabache, representado en dicha Exposición Universal.
En el año 1992 fueron Rocío Jurado, María Vidal, Nati Mistral, Juanita Reina e Imperio Argentina quienes lo representaron. En 2012 serían Pastora Soler, Pasión Vega, Manuel Lombo y Diana Navarro quienes, bajo la batuta de José Miguel Évora, recrearan de nuevo el espectáculo. Durante el año 2013 también realizan gira por toda España con el espectáculo.

## Filmografía

### Televisión
- Esposados, como Diana Navarro (2013)[5]
- Amar es para siempre, como Estrella Velasco (2014)
- Tu cara me suena, como concursante invitada imitando a Lana Del Rey (2016)[6]
- Tu cara me suena 6, como concursante (2017-2018)
- Las noches del monumental RTVE (2019)[7]
- Typical Spanish, invitada (2020)
- XXV Premios Goya, cantante invitada (2021)
- Diana y Lombo, presentadora junto a Manuel Lombo (2023)

- Especial Verano Diana y Lombo Presentado por: Alfonso Sánchez y Alberto López, Cisco García, Belén López, Eva Pedraza e Irma Soriano.

Artistas: Lolita, Rasel, Tomasito, Melody, Los Centellas, Falete, Maui de Utrera, King África, Paco Candela, Mariola Cantarero, Coyote Dax, María Peláe, Las Ketchup, La Húngara, David DeMaría, Antonio José, Nolasco, Andy y Lucas, Vivy Lin, Carlos Baute, Antonio Canales, Sylvia Pantoja, Charly Sosa, Natalia, Poty, Demarco Flamenco y El Koala.
- Especial Navidad Diana y Lombo Presentado por: Juan José Padilla, Alfonso Sánchez y Alberto López, Pepe Da-Rosa y Esther Arroyo.

Artistas: Pastora Soler, Rebeca, Norma Duval, Pitingo, Los Rebeldes, Queco, Rosa López, Hugo Salazar, Manuel Alejandro, Las Soles, Gemeliers, Salvador García "Pitu", Raúl, Marina Heredia, Rafa Almarcha, Javier Ojeda, Karina, Paco Candela, Luis Lara, El Canijo de Jerez, Paco Ortega, Azúcar Moreno, Las Carlotas, Dorantes, La Flaka, Merche, David Palomar, Antonio Cortés, Modestia Aparte, Tamara, Antonio Canales, Joana Jiménez, José Abraham, José Mercé, María Carrasco, Fernando Soto, Zapato Veloz, Shaila Dúrcal, El Sevilla, Riki Rivera, Fran Doblas y Triana.

### Cine
- YOCASTA, como Yocasta (2013)
- Las pesadillas de Alberto Soto. Como Lola. Un film de Miguel A. Almanza. (2017).
- Padre no hay más que uno, como Madre del Cole (2019).
- Padre no hay más que uno 2: La llegada de la suegra, como Madre del Cole (2020).

### Teatro
- En tierra extraña (2021), de Juan Carlos Rubio